# 海部東部消防組合
海部東部消防組合（あまとうぶしょうぼうくみあい）は、愛知県あま市および海部郡大治町によって組織された一部事務組合（消防組合）である。管轄区域は前述の1市1町。

## 概要
- 消防本部：あま市七宝町遠島十坪119番地1
- 管内面積：34.18km2
- 職員定数：150名
- 消防署1カ所、分署2カ所
- 主力機械（2015年4月1日現在）
  - 消防ポンプ自動車(水槽付を含む)：6
  - 梯子付消防ポンプ自動車：1
  - 化学消防車：1
  - 救助工作車：1
  - 水槽車：1
  - 指揮車：1
  - 資機材搬送車：1
  - 高規格救急自動車：5
  - その他：10

## 沿革
- 1971年4月1日　海部郡七宝町・美和町・甚目寺町・大治村の3町1村により海部東部消防組合を設立。
- 1975年4月1日　大治村が町制移行し大治町になったことに伴い、組合の構成自治体が4町になる。
- 2010年3月22日　七宝町・美和町・甚目寺町が合併しあま市が発足したことに伴い、組合の構成自治体が1市1町になる。
- 2025年度を目処に名古屋市消防局に通信指令業務を委託の予定[1]。

## 組織
- 消防本部 - 総務課、予防課、消防課
- 消防署

## 消防署
| 消防署         | 所在地                       | 分署   | 所在地                                 | 画像 |
| -------------- | ---------------------------- | ------ | -------------------------------------- | ---- |
| 海部東部消防署 | あま市七宝町遠島十坪119番地1 | 北分署 | あま市新居屋岩屋75番地                 |      |
| 海部東部消防署 | あま市七宝町遠島十坪119番地1 | 南分署 | 海部郡大治町大字三本木字西之川102番地1 |      |

## 消防指令センター
海部東部消防組合は、津島市、蟹江町、海部南部消防組合、愛西市とともに海部地方消防指令センターを共同運用している。2025年4月から海部地方消防指令センターの業務は名古屋市の防災指令センターに集約される予定になっている。